# Pozo Cañada
Pozo Cañada es un municipio español situado al sureste de la península ibérica, en la provincia de Albacete, dentro de la comunidad autónoma de Castilla-La Mancha. Está enmarcado dentro de la comarca histórica de la Mancha de Montearagón. Cuenta con 2692 habitantes (INE 2024). Perteneció a Albacete hasta 1999, cuando se erigió en municipio independiente.
El término municipal tiene una extensión de 116,83 km².

## Toponimia
Aunque de procedencia medieval, sí aparece en el Catastro y perdura hasta el momento actual el topónimo de Pozo Cañada, que proviene de la existencia de un punto de aguada situado en la misma orilla de la Cañada Murciana y Vereda Real. El origen del núcleo de población pudo estar vinculado a la existencia de aguas someras en la orilla de la Cañada Murciana, vía pecuaria utilizada desde la Edad Media por los ganados de la Mesta en sus migraciones anuales entre las tierras del Reino de Murcia y la serranía de Cuenca, y que coincide en buena parte con la actual carretera de Albacete a Murcia. En dicho lugar, y para servicio del ganado trashumante, se debió alumbrar un pozo con sus correspondientes abrevaderos, dando ello lugar a la formación de un pequeño núcleo de casas y habitantes que recibió el nombre de Pozo de la Cañada, denominación que figura en los documentos del Concejo de Chinchilla fechados en 1515.

## Geografía
Está integrado en la mancomunidad Monte Ibérico-Corredor de Almansa y en la comarca histórica de la Mancha de Montearagón, situándose a 24 kilómetros de la capital provincial. El término municipal está atravesado por la autovía de Murcia (A-30) y por la carretera N-301, alternativa convencional de la autovía.
El municipio se encuentra entre los Llanos de Albacete y los Montes de Chinchilla, en un espacio de transición con los Campos de Hellín, participando de diversas características de las comarcas citadas, de ahí la presencia del primer molino de viento de La Mancha por la parte sur, situado en el cerro del Molino de la localidad. El relieve se caracteriza por tanto por una amplia llanura típicamente manchega y algunas pequeñas sierras dispersas (Cerros de Córdoba al norte -884 metros-, sierra del Chortal 1017 metros- y sierra de la Venta -991 metros- al sur, cerro de la Peña Blanca -862 metros- y Cerros del Campillo -965 metros- al oeste). El pueblo se alza a 800 metros sobre el nivel del mar.  
| Noroeste: Albacete | Norte: Albacete y Chinchilla de Montearagón | Noreste: Chinchilla de Montearagón |
| Oeste: Albacete    |                                             | Este: Chinchilla de Montearagón    |
| Suroeste: Albacete | Sur: Albacete                               | Sureste: Chinchilla de Montearagón |

### Prehistoria
El área de Pozo Cañada es una zona relativamente bien conocida, gracias fundamentalmente a diversos hallazgos casuales o bien descubrimientos llevados a cabo en la primera mitad del siglo XX.
La Edad del Bronce se caracteriza por los asentamientos en altura con un claro sentido de defensa y control estratégico del territorio. Murallas construidas en piedra de medio y gran tamaño, sin desbastar y trabadas en seco. Las viviendas suelen ser de planta circular. La economía se basaba en la explotación agropecuaria del terreno. Varios asentamientos situados al sur de Pozo Cañada, en la sierra del Chortal y en la Morra de Mercadillos, cuya finalidad es el control del paso del Estrecho de Pozo Cañada de la parte sur. Al norte se encuentra el conjunto de la Peñuela, excavado en los años 1920, donde aparecieron restos de una población cuya antigüedad data del año 1200 a. C.
Durante el período íbero y romano el poblamiento en la zona se articula en función de las vías de comunicación, un importante trazado viario que ponía en contacto el área mesetaria con el Sur y el Levante peninsular. Nos referimos a la vía romana Complutum-Carthago Nova, que seguiría un trazado paralelo a la actual carretera nacional N-301. En 1974, en Venta Nueva, se encontraron miliarios (actuales puntos kilométricos), fechados en el segundo consulado del emperador Trajano, que son un testimonio del paso de la calzada por dicha área. Asociados a la calzada romana aparecen varios asentamientos de esta época en Mizquitillas, Venta Nueva, la Cueva y los Mercadillos con abundante material cerámico. Otro vestigio iberorromano es la necrópolis del Navajón.
En el término de Pozo Cañada existe un paraje, conocido como pozo Airón en el mapa 1/25.000 del Instituto Geográfico y en el del Ejército. En este paraje existe desde antiguo un pozo Airón, al lado hay otro pozo entubado y de él se extrae agua para regar la finca de Torre Maiquez. Airón fue un dios prerromano relacionado con las aguas, un dios también relacionado con el tránsito al más allá.

### Edad Media
Este municipio perteneció durante muchos siglos al marquesado de Villena, e inicialmente al señorío de don Juan Manuel, infante de Castilla, siendo éste quien inició la repoblación y la colonización de esta zona. Era don Juan Manuel devoto de San Juan, mas no de San Juan Bautista, sino de San Juan de Mayo o de Porta Latina, cuya devoción extendió por toda la parte albaceteña del marquesado. 

### Edad Moderna
La primitiva iglesia de Pozo Cañada, seguramente fue construida en honor de san Juan de Mayo. No es fácil la datación de la actual imagen del patrón, San Juan Bautista, tosca y policromada, aunque por las características que denota se encuentra entre el Renacimiento tardío y el barroco incipiente, posiblemente podría situarse entre finales del siglo XVI y mediados del XVII. Lo importante es la devoción en sí misma y, sobre todo, el haber recuperado un símbolo esencial de la identidad cultural y religiosa de Pozo Cañada.

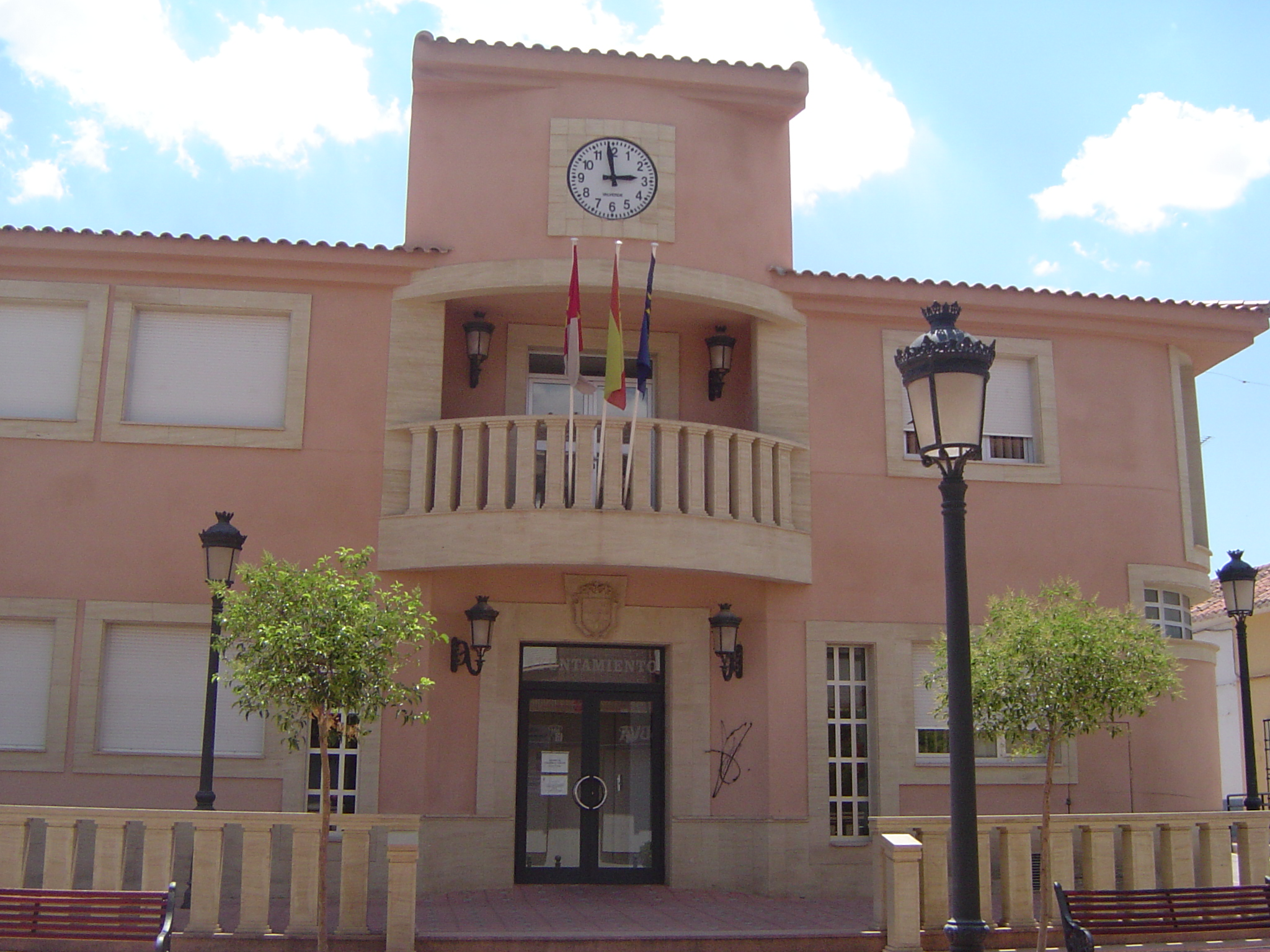
Casa consistorial del Ayuntamiento de Pozo Cañada.

La dependencia de Pozo Cañada del municipio de Albacete debe fijarse en el siglo XVIII, concretamente en 1745 cuando la entonces villa de Albacete ampliaba su término a costa del de Chinchilla de Monte-Aragón con tierras situadas a la derecha de la Cañada Murciana. De esta manera, y por una artificiosidad administrativa, se separó jurídicamente lo que por naturaleza era y sigue siendo un mismo espacio de convivencia social y de relación vecinal, y buena prueba de ello es que el Ayuntamiento de Pozo Cañada venga prestando los servicios de abastecimiento de agua y saneamiento y otros al barrio de Pozo Bueno. La línea divisoria entre el nuevo término albacetense y el chinchillano quedaba fijado prácticamente en la misma población, concretamente en la calle y camino de Murcia. Así el barrio de Pozo Bueno quedaba en Chinchilla de Monte-Aragón y el de Pozo Cañada en Albacete y así ha permanecido hasta la segración de la localidad.
Posteriormente, el 11 de febrero de 1787, la iglesia de Pozo Cañada se separó de la iglesia de Chinchilla de Monte-Aragón.

### Edad Contemporánea
Ya en el siglo XX y de sublime importancia fueron los primeros sucesos trágicos de la Guerra Civil en la provincia. Es el primer enfrentamiento sangriento entre los sublevados en Albacete capital y un grupo de vecinos de izquierdas de Pozo Cañada que intentan oponerse a la rebelión armada del 18 de julio de 1936. Como consecuencia de este enfrentamiento tienen lugar los primeros cinco muertos de la semana de la rebelión militar en la provincia, sucesos ocurridos a la entrada de la localidad en la conocida esquina del Matadero.
El 8 de mayo de 1999 es la fecha más importante de la historia de Pozo Cañada, pues la localidad se segregó del municipio de Albacete constituyéndose en municipio nuevo, siendo de esta manera el municipio más joven de los 87 existentes en la provincia de Albacete. Más tarde, el 25 de enero de 2000, se constituía su primera corporación municipal, siendo elegido primer alcalde Pedro García Rodríguez.

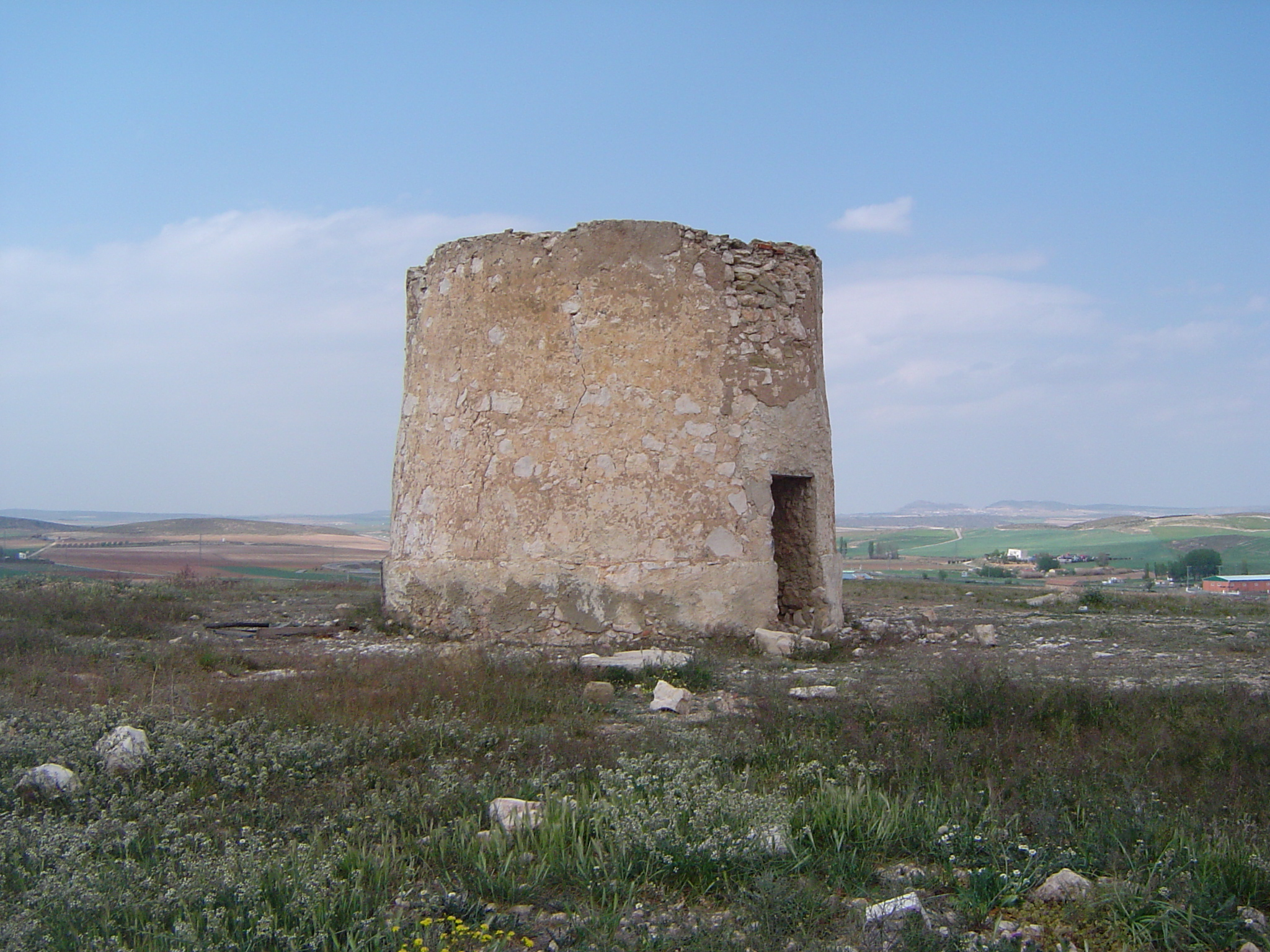
Restos del molino de viento de Pozo Cañada.

## Demografía
| Gráfica de evolución demográfica de Pozo Cañada entre 2001 y 2021 |
| |
| Población de derecho según los censos de población del INE Población de hecho según los censos de población del INEEntre el censo de 2001 y el anterior, aparece este municipio porque se segrega del municipio 02003 (Albacete) |

## Fiestas
- San Antón, 17 de enero. Lo más característico de la fiesta es la lumbre de los quintos, jóvenes que eran llamados a filas para prestar el ya desaparecido servicio militar. Lo celebran comiendo en el campo, cogiendo leña y entrando en el pueblo con los remolques repletos de leña y un gran pino al atardecer del día anterior a San Antón tirando carretillas voladoras de pirotecnia y encendiendo la hoguera a las doce de la noche.[7]

- Jueves Lardero, es el jueves anterior al Miércoles de Ceniza. La tradición es comer en el campo una merienda con un producto típico, la mona, bollo con un huevo cocido en el centro.[7]

- Semana Santa, que comienza con la procesión del Domingo de Ramos y finaliza con el Domingo de Resurrección. A lo largo de la semana se suceden los diferentes pasos procesionales con tallas de valor, cofradías, bandas de tambores y cornetas, así como la banda de Música «La Primitiva» creada en 1972 que acompaña a Nuestra Señora de los Dolores y a las autoridades locales en todas las procesiones. Los pasos más destacados son la procesión del Silencio, Miércoles Santo por la noche, donde Nuestro Señor de la Caña recorre las calles del pueblo a oscuras, por un Viacrucis en un silencio absoluto, y antiguamente sólo podían acompañar a este paso los hombres del pueblo. La procesión del Encuentro, el Viernes Santo por la mañana, donde mucha gente de todas partes se concentran en la plaza de la Virgen a los pies de la escalinata de la iglesia de san Juan Bautista para presenciar el encuentro de la Virgen con su Hijo, Nuestro Padre Jesús Nazareno llevado a la Cruz. La procesión más solemne es la del Entierro, el Viernes Santo por la noche, donde el cuerpo yacente es llevado a hombros hasta el Calvario, la parte más alta del pueblo, donde es velado por el pueblo durante toda la noche y custodiado por los Socios Romanos. Y por último, la procesión de Resucito en la que Cristo resucitado se encuentra con la Virgen; todo esto ocurre en la plaza del Ayuntamiento bajo una lluvia de caramelos. Durante estas fiestas los platos típicos son huevos rellenos, ensaladilla rusa, y dulces como rollos fritos, pan de Calatrava, flores con miel, panecicos dulces y otros platos de la localidad.[7]

- San Isidro Labrador, 15 de mayo, fiesta de los agricultores, celebrada por todo el pueblo en romería en el campo.[7]

- Feria de San Juan Bautista, 24 de junio, patrón de Pozo Cañada. Son las fiestas mayores del pueblo y se celebra durante varios días con verbenas, actos culturales, suelta de vaquillas y otros festejos.[8][9]

- Virgen del Rosario. Se celebra el primer sábado de octubre, con la tradición del Rosario de la Aurora, donde gente del pueblo sale cantando por las casas de la localidad durante todas las noches y madrugadas de los sábados de octubre.[7]

## Gastronomía
Entre los diversos platos que el visitante puede encontrar destacamos el arroz caldoso y gazpachos manchegos con carne de caza; también pisto manchego, judías con perdiz, migas ruleras con tropezones, ajo de mataero, atascaburras y carne de cordero al horno; todos estos platos se pueden degustar en los distintos restaurantes de la localidad.
Existen otros platos y postres típicos, que son elaborados por las gentes del pueblo en distintas épocas del año, como los huevos rellenos, ensaladilla rusa, y dulces como rollos fritos, pan de Calatrava, flores con miel y panecicos dulces.
También hay una gran tradición pastelera en Pozo Cañada. Destacamos entre los dulces típicos de la localidad los mantecados de caja, mantecados de almendra, suspiros, rollos de anís y otros muchos, además de las populares magdalenas abizcochadas.